# Indosphaera fontis
Indosphaera fontis är en mångfotingart som beskrevs av Carl Graf Attems 1936. Indosphaera fontis ingår i släktet Indosphaera och familjen Zephroniidae. Inga underarter finns listade i Catalogue of Life.